# 1950年ドイツ民主共和国人民議会総選挙
1950年ドイツ民主共和国人民議会総選挙（1950ねんドイツみんしゅきょうわこくじんみんぎかいせんきょ、ドイツ語: Volkskammerwahl 1950）は、1950年10月15日にドイツ民主共和国（東ドイツ）で行われた人民議会議員の総選挙である。

## 概要
1949年10月7日に東ドイツが建国して以来、初めての国政選挙。
有権者は支配政党である社会主義統一党を中心とした政治団体「国民戦線」の候補者が記載された投票用紙を交付され、賛成の時は何も書かずに、そのまま投票用紙を投票箱へ入れる。反対の時は記載台まで行き、投票用紙に印を書いてから、投票用紙を投票箱へ入れる。
議席は、実際の投票総数ではなく、国民戦線が事前に設定された掲載名簿に基づいて配分された。
公式統計によると、国民戦線は有権者の99.6%の支持を得ており、投票率は98.5%と報告されている。

## 選挙データ

### 内閣
- 選挙前：第1次グローテヴォール内閣（初代）
  - 首相：オットー・グローテヴォール
  - 与党：ドイツ社会主義統一党、ドイツキリスト教民主同盟、ドイツ自由民主党、ドイツ民主農民党、ドイツ国家民主党（国民戦線）
- 選挙後：第2次グローテヴォール内閣（第2代）
  - 首相：オットー・グローテヴォール
  - 与党：ドイツ社会主義統一党、ドイツキリスト教民主同盟、ドイツ自由民主党、ドイツ民主農民党、ドイツ国家民主党（国民戦線）

### 投票日
- 1950年10月15日

### 改選数
- 466
  - 東ドイツ地区：400
  - 東ベルリン　：066

### 選挙制度
- 直接選挙

## 選挙結果

### 党派別獲得議席
|                                           |                                           |                      |                    |                    |            |        |  |
| 政党                                      | 政党                                      | 政党                 | 政党               | 獲得 議席          | 得票数     | 得票率 |  |
| 国民戦線                                  | 国民戦線                                  | 国民戦線             | 国民戦線           | 466                | 12,088,745 | 99.71% |  |
|                                           |                                           | ドイツ社会主義統一党 | SED                | 110                |            |        |  |
|                                           | 自由ドイツ労働総同盟                      | FDGB                 | 49                 |                    |            |        |  |
|                                           | ドイツキリスト教民主同盟                  | CDU                  | 67                 |                    |            |        |  |
|                                           | ドイツ自由民主党                          | LDPD                 | 66                 |                    |            |        |  |
|                                           | ドイツ民主農民党                          | DBD                  | 33                 |                    |            |        |  |
|                                           | ドイツ国家民主党                          | NDPD                 | 35                 |                    |            |        |  |
|                                           | 自由ドイツ青年団                          | FDJ                  | 25                 |                    |            |        |  |
|                                           | ドイツ民主女性連盟                        | DFD                  | 20                 |                    |            |        |  |
|                                           | ナチス政権の迫害者協会 – 反ファシスト連盟 | VVN                  | 19                 |                    |            |        |  |
|                                           | 東ドイツ文化連盟                          | KB                   | 24                 |                    |            |        |  |
|                                           | 農民共済協会                              | VdgB                 | 12                 |                    |            |        |  |
|                                           | ドイツ社会民主党                          | SPD                  | 6                  |                    |            |        |  |
| 候補者に反対                              | 候補者に反対                              | 候補者に反対         | 候補者に反対       | 候補者に反対       | 35,544     | 0.29%  |  |
| 総計                                      | 総計                                      | 総計                 | 総計               | 466                | 12,124,289 | 100.0% |  |
| 有効票数（有効率）                        | 有効票数（有効率）                        | 有効票数（有効率）   | 有効票数（有効率） | 有効票数（有効率） | 12,124,289 | 99.87% |  |
| 無効票数（無効率）                        | 無効票数（無効率）                        | 無効票数（無効率）   | 無効票数（無効率） | 無効票数（無効率） | 15,643     | 0.13%  |  |
| 投票総数（投票率）                        | 投票総数（投票率）                        | 投票総数（投票率）   | 投票総数（投票率） | 投票総数（投票率） | 12,139,932 | 98.50% |  |
| 棄権者数（棄権率）                        | 棄権者数（棄権率）                        | 棄権者数（棄権率）   | 棄権者数（棄権率） | 棄権者数（棄権率） | 185,236    | 1.50%  |  |
| 有権者数                                  | 有権者数                                  | 有権者数             | 有権者数           | 有権者数           | 12,325,168 | 100.0% |  |
| 出典：Nohlen & Stöver, Sternberger et al. |                                           |                      |                    |                    |            |        |  |